# Mortonia scaberrima
Mortonia scaberrima är en benvedsväxtart som beskrevs av Jerzy Rzedowski. Mortonia scaberrima ingår i släktet Mortonia och familjen Celastraceae. Inga underarter finns listade.